# 灵思皇后
靈思皇后（176年前—189年9月30日），何姓，真名失傳。東漢靈帝第二任皇后。何進异母妹，何苗同母妹。另有一妹為張讓兒媳（或為張奉妻）。

连环画《三国演义》（1957年版）中的灵思皇后画像

## 生平
何氏家住南陽宛（今河南省南阳市），出生于屠户之家。因美貌出眾加之何氏家人何進等賄賂挑選才人的郭勝等而入宫，身长七尺一寸（約164公分），由采女升為貴人，非常得宠。熹平五年（176年）生下皇子劉辯（即東漢少帝），因灵帝先前诸子皆夭，刘辩成为事实上的皇长子。光和元年（178年），灵帝皇后宋氏受中常侍王甫诬陷被废。光和三年（180年），何氏被立為皇后。追谥已死去的父亲何真为车骑将军、舞阳宣德侯，母興稱舞陽君。何皇后生性强悍，后宫嫔妃无不震慑。
光和四年（181年），美人王荣生下灵帝的次子刘协，遭到何皇后忌恨而被毒殺。灵帝大怒，欲废皇后，因诸宦官的固请而停止。中平六年（189年），其子劉辯即位，尊何皇后為皇太后，何氏始執政。因與婆母董太后不合，何太后使异母兄長何進將董太后“迁宫本国”，幽杀之。
后何进为宦官所杀，袁紹等率军入宫诛杀宦官，中常侍张让对太后奏称何进部卒谋反，段珪劫持太后、少帝、陈留王刘协欲出逃，尚书卢植持兵器来救驾，段珪因惧怕而释放太后，太后从楼上跳下得救。张让、段珪劫持少帝兄弟出奔，后被追上杀死，少帝兄弟被迎回宫。舞阳君为乱兵所杀。
并州牧董卓入京後，何氏同母兄何苗亦被杀。董卓作策文责少帝不堪为君、太后“教无母仪，统政荒乱”，廢少帝為弘農王，勒令太后还政，立刘协為帝；扶少帝下殿，北面称臣。何太后哽咽流泪，群臣含悲不敢言。董卓并以“太后踧迫永乐宫（董太后），至令忧死，逆妇姑之礼”为由迁何太后於永安宮，189年9月30日，又以鸩酒毒杀，让汉献帝出奉常亭举哀，以太后被废为由，公卿皆穿白衣与会，不成丧。永汉元年冬十月乙巳（189年10月29日），何太后以皇后而非太后礼合葬文昭陵。
何后成为太后之后，按礼制应该谒二祖庙，想斋戒行礼，却总遇到变故，最终未能尽礼。有识之士为此奇怪，后此事果然为何氏使汉朝衰亡之兆。

## 家庭

### 父母
- 父亲：何真，追封车骑将军、舞阳侯。
- 母亲：姓氏不详，名兴，封舞阳君。

### 兄長
- 何进，何氏同父异母兄，官至大将军，封慎侯。
- 何苗，本姓朱，何氏同母异父兄，官至车骑将军，封济阳侯。

### 妹妹
- 何氏，张让养子张奉之妻。

### 丈夫
- 汉灵帝刘宏

### 儿子
- 汉少帝刘辩

## 评价
- 董卓：「太后逼迫永乐太皇太后，令以忧死，逆妇姑之礼，无孝顺之节。」（《三国志·卷六·魏书六·董二袁刘传第六》）
- 范晔：「性强忌，后宫莫不震慑。」（《后汉书·卷十下·皇后纪第十下》）
- 丁耀亢：「汉之微也，实由何进。何后之立，天正以危汉室也。荼毒弑母，当其收协之时已不两立矣，卒之。何后虽诛，汉室亦微，虽诛百何进，何益哉！后生屠家，故母仪不可不慎也。」（《天史》）
- 毛宗岗：「吕惨杀戚姬，而惠帝无子；何后酖死王美人，而少帝不终：岂非天哉！且也前有何进之弑董后，后有董卓之弑何后：天道好还，于兹益信。」（汇评三国志演义）
- 蔡东藩：「何太以屠家女，得为国母可称万幸，假令知足不辱，谦尊而光，则衅隙无自而生，祸难即可不作；何至母子兄弟，同归于尽，而国祚且为之阴移欤？夫惟其鸩死王美人，逼死董太皇太后，念念为嗣子计，又念念为母族计，而后苍苍者乃嫉恶之。」（《后汉演义》）

## 藝術形象

### 三國演義
在罗贯中历史小说《三国演义》中，董卓废黜少帝时，令何太后脱去太后服，令人扶何太后、少帝、唐妃去永安宫闲住，封锁宫门，禁止群臣擅入。三人衣食渐渐短缺，少帝怀怨作诗，董卓得知，命李儒进鸩酒弑少帝。当时三人正在楼上，李儒自称董卓奉上寿酒，太后说：“既然说是寿酒，汝可先饮。”李儒怒，呼喊左右持短刀白练逼迫少帝。唐妃跪请代少帝饮酒，只求保全少帝母子性命，被李儒叱责。李儒又举酒要何太后先饮，太后大骂何进无谋，引贼入京，致有今日之祸。在李儒催逼下，少帝请求与太后作别，大恸作歌，唐妃亦作歌，唱完后相抱而哭。李儒又叱责他们：这样拖延还指望谁来救？太后大骂：“董贼逼我母子，皇天不佑！汝等助恶，必当灭族！”李儒大怒，双手扯住太后扔下楼，叱武士绞死唐妃，以鸩酒灌杀少帝。回报董卓，董卓命葬于城外。

### 影视形象
- 香港麗的電視台電視劇《三國春秋》（1976年）：伍秀芳
- 香港亚洲电视剧《貂蝉》（1987年）：王文琴
- 中國中央電視台電視劇《三國演義》（1994年）：郑天玮
- 电视剧《曹操》（1999年）：崔玉荣
- 电视剧《曹操与蔡文姬》（2002年）：郑卫莉
- 电视剧《曹操》（2014年）：赵雪莲

## 延伸阅读
[在维基数据编辑]
 《後漢書·卷10下》，出自范晔《後漢書》
 《東觀漢記》
 在维基共享资源阅览影像